# Parc national de Langsua
Le parc national de Langsua (norvégien : Langsua nasjonalpark) a été créé en 2011. Il couvre une superficie protégée de 537 kilomètres carrés. Il est situé dans les montagnes de Langsua, dans le comté d'Innlandet en Norvège, et couvre une partie des municipalités Øystre Slidre, Nord-Aurdal, Nordre Land, Gausdal, Sør-Fron et Nord-Fron. 

## Histoire
En 1968 le parc national Ormtjernkampen est créé pour protéger des forêts vierges d'épicéas, ainsi que des lacs et des mares. Avec ses 9 km², il était le plus petit de Norvège. En 2011 il a été considérablement agrandi à sa taille actuelle, et renommé en Parc national de Langsua.

## Galerie

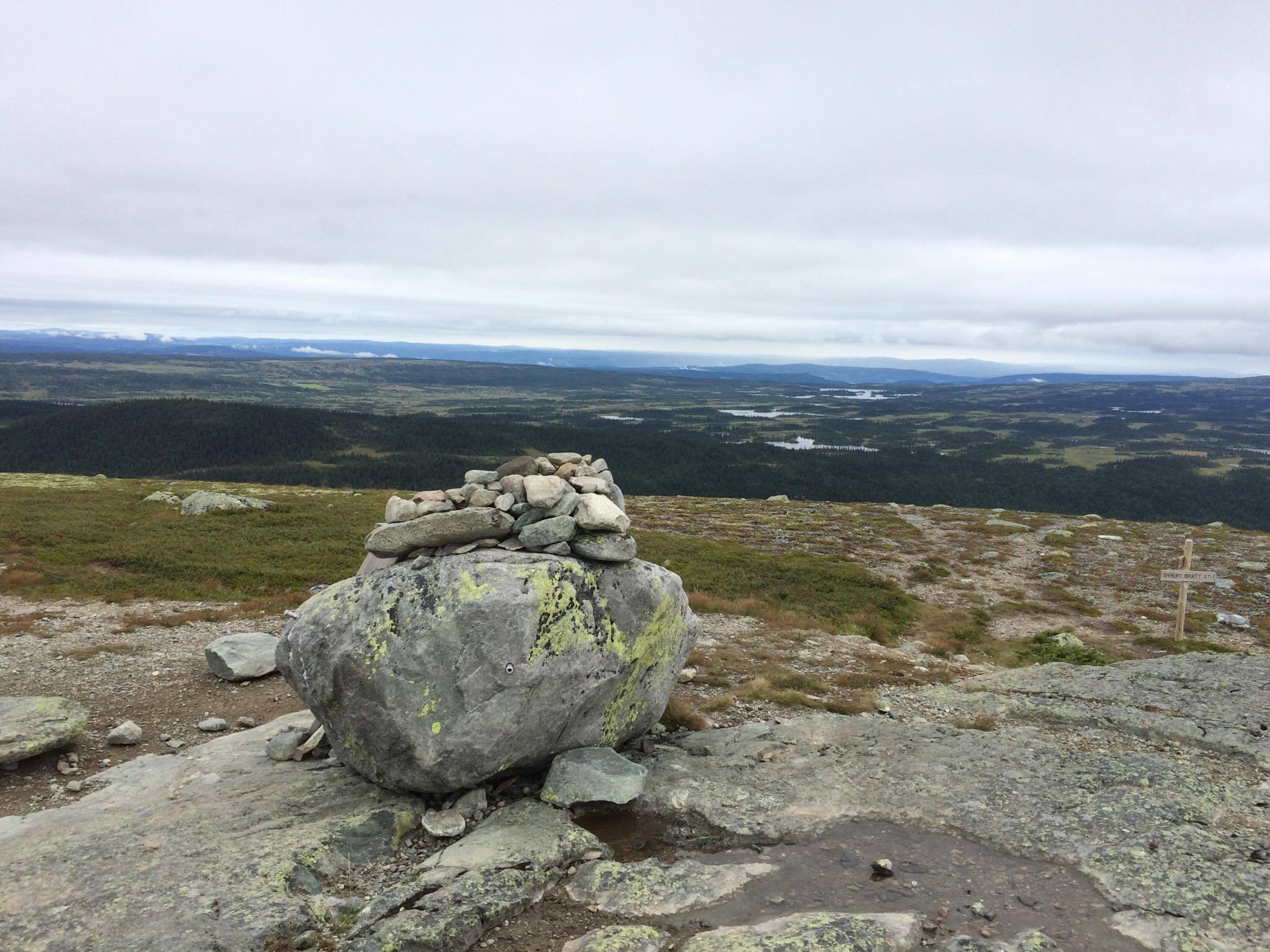
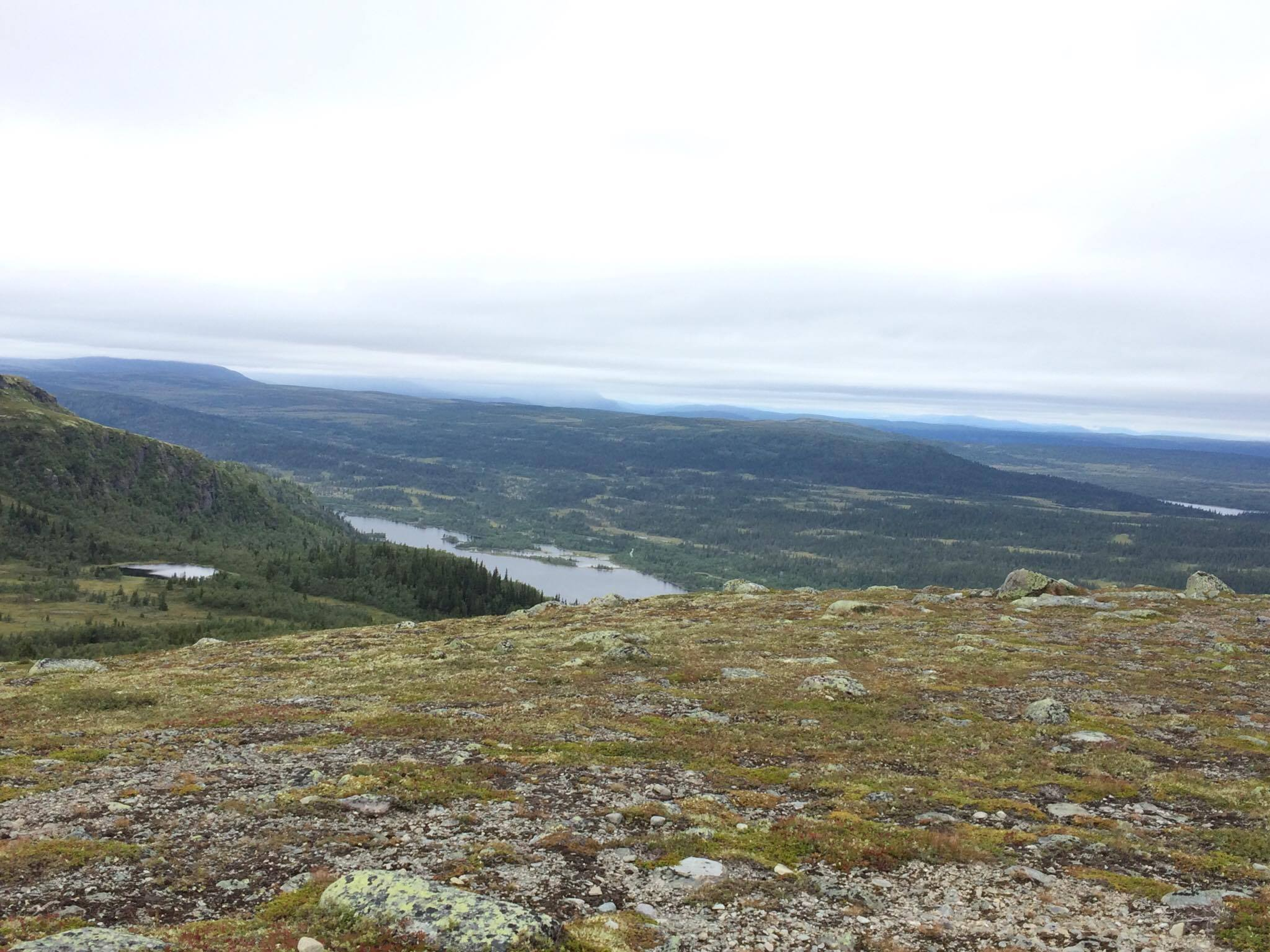